# Хосе Педраса Гонсалес
Хосе Педраса Гонсалес (ісп. José Pedraza González; нар. 8 травня 1989) — пуерториканський професійний боксер. Чемпіон світу за версією IBF (2015—2017) у другій напівлегкій вазі, за версією WBO (2018) в легкій вазі.

## Любительська кар'єра
Чемпіонат світу 2007
- 1/32 Програв Садаму Алі (США) — 17-25

В кінці сезону 2008 року взяв участь у Кубку світу в Москві і виграв бронзову медаль, поступившись у півфіналі російському боксеру Альберту Селімову — який у підсумку завоював золото кубка світу.
Олімпійські ігри 2008
- 1/16 фіналу. Переміг Онура Сіпала (Туреччина) — 10-3
- 1/8 фіналу. Програв Дауда Сов (Франція) — 9-13

Чемпіонат світу 2009
- 1/32 Переміг Анарбая Уулу (Киргизстан) — 10-4
- 1/16 Переміг Зорігтбаатарина Енхзоріга (Монголія) — 4-3
- 1/8 Переміг Любоміра Мар'яновича (Сербія) — 6-5
- 1/4 Переміг Сердара Худайбердиєва (Таджикистан) — 13-4
- 1/2 фіналу. Переміг Альберта Селімова (Росія) — 9-5
- Фінал. Програв Доменіко Валентіно (Італія) — 4-9

2009 року в легкій ваговій категорії (до 60 кг) пройшов у фінал чемпіонату світу в Мілані, де виграв срібну медаль, в боротьбі за золото поступившись італійському боксеру Доменіко Валентіно.

## Професіональна кар'єра
Професіональну кар'єру боксера Хосе Педраса почав в лютому 2011 року.
22 березня 2014 року в поєдинку з Альберто Гарза Педраса виграв одноголосним рішенням суддів вакантний титул чемпіона IBO.
13 червня 2015 року відбувся бій Хосе Педраса з російським боксером Андрієм Климовим. Перемігши росіянина одноголосним рішенням суддів (119—109 і двічі 120—108), Хосе завоював вакантний титул чемпіона світу за версією IBF.
3 жовтня 2015 року захистив титул чемпіона світу за версією IBF в другій напівлегкій вазі в поєдинку з Еднером Черрі. Рахунок суддів: 112—116, 117—111, 117—111.
16 квітня 2016 року переміг Стівена Сміта одноголосним рішенням суддів, вдруге захистивши титул IBF. Сміт побував в нокдауні в 9-му раунді. Рахунок суддів: 116—111, 117—110, 116—111.
14 січня 2017 року в 3-му захисті титулу IBF безнадійно програв нокаутом в 7-му раунді Джервонті Девісу.
25 серпня 2018 року одноголосно виграв титул чемпіона світу за версією WBO в легкій вазі в Раймундо Бельтрана з Мексики. В 11 раунді надіслав мексиканця в нокдаун.
8 грудня 2018 року одностайним рішенням суддів поступився українцеві Василю Ломаченко в об'єднавчому бою за титули чемпіона світу за версіями WBA Super, WBO і The Ring в легкій вазі. В 11 раунді Ломаченко двічі відправляв Педрасу в нокдаун.
25 травня 2019 року в поєдинку за вакантний титул чемпіона Латинської Америки за версією WBO у легкій вазі отримав дострокову перемогу технічним нокаутом у 9 раунді над мексиканцем Антоніо Лосада.
14 вересня 2019 року дебютував у першій напівсередній вазі і програв у 10-раундовому бою американцю Хосе Сепеді одноголосним рішенням суддів.
12 червня 2021 року здобув перемогу над американцем Джуліаном Родрігесом, змусивши того відмовитися від бою після восьмого раунду, після чого в наступних боях зазнав трьох поразок і один бій звів унічию.